# Carlo Francovich
Carlo Francovich (Fiume o Gorizia, 16 giugno 1910 – Firenze, 25 dicembre 1990) è stato un politico, partigiano e storico della letteratura italiano.

## Biografia
Dopo la prima guerra mondiale, la sua famiglia si trasferì a Firenze. Qui egli compì i suoi studi secondari. Conseguì la laurea in letteratura italiana nel 1934 all'Università di Firenze con Guido Mazzoni, dopodiché, dal 1935, iniziò a insegnare nelle scuole pubbliche.
Nel frattempo aderì al movimento liberal-socialista e partecipò alla fondazione del Partito d'Azione (PdA). Nel febbraio 1942 venne arrestato a Firenze insieme a Tristano Codignola, Carlo Ludovico Ragghianti e Raffaello Ramat, quindi prese parte attiva alla Resistenza nelle brigate Giustizia e Libertà del Partito d'Azione, fino alla liberazione di Firenze dell'agosto del 1944.
Dopo la guerra, sciolto (nel 1947) il Partito d'Azione, mantenne posizioni liberal-socialiste per poi aderire al movimento di Unità popolare che solo nel 1956 confluirà nel Partito Socialista Italiano. Conseguita la libera docenza in storia del Risorgimento, fu incaricato, dal 1953 al 1965, di "Storia dei paesi afro-asiatici" presso l'Università di Siena, quindi, dal 1965 in poi, di "Storia del Risorgimento" alla Facoltà di Magistero dell'Università di Firenze, dove rimase fino al pensionamento.
Fu, dal 1953, prima direttore e poi, dal 1975, presidente dell'Istituto Storico della Resistenza in Toscana, fino al 1990, anno della sua morte, istituto fondato sul modello  dell'Istituto Nazionale per la Storia del Movimento di Liberazione in Italia, voluto da Ferruccio Parri fin dal 1949, con sede a Milano: Francovich ne fu pure vicepresidente.
Era padre di Riccardo Francovich, noto studioso di archeologia medievale e docente nelle università di Firenze e di Siena, la cui moglie, Nicoletta Francovich Onesti (1943-2014), fu docente di filologia germanica all'Università di Siena.

## Biblioteca e archivio personali
La Biblioteca di Scienze sociali dell'Università di Firenze conserva il Fondo Carlo Francovich , comprendente una raccolta di libri, riviste, opuscoli e altro materiale sull'età napoleonica, sulle società segrete e sul Risorgimento italiano. Rinvenimenti casuali nei libri del Fondo Carlo Francovich e, in seguito, uno spoglio sistematico con registrazione del volume e delle pagine di ritrovamento, hanno portato alla formazione di una raccolta, contenente, tra l'altro, una corrispondenza privata con studiosi su tematiche ed argomenti prevalentemente incentrati su massoneria e società segrete tra Sette e Ottocento, appunti vari e una miscellanea (pubblicità editoriale, biglietti di invito/omaggio da parte di case editrici, etc.).
L'archivio inerente alla sua attività nella Resistenza e ai suoi studi sul periodo, fu da lui stesso donato all'Istituto Storico Toscano della Resistenza e dell'Età contemporanea.

## Alcuni scritti
- Fonte lucente. Antologia italiana per la scuola media (con W. Ramat Pieroni), F. Perrella, Roma, 1949.
- Filippo Buonarroti e la società dei "Veri Italiani", La Nuova Italia, Firenze, 1951.
- La "marsigliese" degli italiani, La Nuova Italia, Firenze, 1952.
- La rivoluzione americana e il progetto di costituzione del granduca Pietro Leopoldo, Istituto Poligrafico dello Stato, Roma, 1954.
- La stampa a Firenze dall'armistizio alla liberazione, La Nuova Italia, Firenze, 1956.
- Funzioni e scopi dell'Istituto storico della Resistenza, ISR, Firenze, 1958.
- *  La resistenza a Firenze, Firenze, La Nuova Italia, 1961., riedito in ristampa da Edizioni di storia e letteratura nel 2014 con introduzione di Simone Neri Serneri.
- Un caso ancora controverso: chi uccise Giovanni Gentile?, ISR, Firenze, 1961.
- Dalla marcia su Roma alle leggi eccezionali: corso di 6 lezioni sulla storia italiana degli ultimi 30 anni, Cooptip, Modena, 1961.
- L'azione rivoluzionaria risorgimentale e i movimenti delle nazionalità in Europa prima del 1848, Marzorati, Milano, 1962.
- Albori socialisti nel Risorgimento. Contributo allo studio delle società segrete (1776-1835), Le Monnier, Firenze, 1962.
- La Resistenza in Toscana, Unione Regionale delle Provincie Toscane, Firenze, 1962.
- Le società segrete in Toscana dalla Massoneria alla Giovane Italia, Leo S. Olschki, Firenze, 1964.
- La resistenza e il console tedesco: Firenze 1943-1944, La Nuova Italia, Firenze, 1967.
- I giorni della libertà: l'aprile del '45 (con L. Di Benedetto), La Nuova Italia, Firenze, 1969.
- La Lombardia nel 1848 (con A. Piccioni), La Nuova Italia, Firenze, 1970.
- L'insorgenza nazionale nell'Impero napoleonico, Giardini, Pisa, 1981.
- L'illuminismo lombardo e la massoneria, Il Mulino, Bologna, 1982.
- Garibaldi in Toscana tra il 1847 ed il 1949, Leo S. Olschki, Firenze, 1984.
- Il movimento filoellenico in Italia e in Europa, Leo S. Olschki, Firenze, 1987.
- Storia della Massoneria in Italia, dalle origini alla Rivoluzione francese, La Nuova Italia, Firenze, 1989, Nuova ed.: Milano, Ghibli, 2013 ISBN 9788868010744.
- Istituzioni e ideologia in Italia e in Germania tra le rivoluzioni, Il Mulino, Bologna, 1997.